# غوستاف هافل
غوستاف هافل (بالتشيكية: Gustav Havel)‏ كان متسابق دراجات نارية تشيكي. نافس في سباقات بطولة العالم لفئة 350 سي سي ولفئة 50 سي سي. بدأ التنافس في الجائزة الكبرى في سنة 1961 مع جاوا موتو. أفضل موسم له كان موسم سنة 1961 عندما جاء في المركز الثالث في بطولة العالم لفئة 350 سي سي.